# The Moment of Truth (programma televisivo britannico)
The Moment of Truth è stato un programma televisivo britannico di genere game show, trasmesso su ITV dal 5 settembre 1998 al 29 settembre 2001 e presentato da Cilla Black. 
Una trasmissione simile, Celebrities Under Pressure, venne trasmessa fino a due anni dopo la fine di The Moment of Truth. Il format era molto simile, ad eccezione del fatto che le celebrità partecipavano alle sfide a nome delle famiglie, invece che come membro della famiglia.

## Format
Ogni settimana, tre famiglie hanno la possibilità di vincere dei premi dalla "Lista dei desideri" ("Dream Directory") di Cilla, contenente fra l'altro automobili, vacanze e televisioni, da cui ogni membro della famiglia sceglie un premio. 
Per ottenere il premio, un membro della famiglia, solitamente la madre od il padre, occasionalmente il figlio maggiore, deve sottoporsi ad un determinato compito. Vengono dati loro sette giorni per prepararsi e, quando arrivano allo studio televisivo nella settimana successiva, hanno un solo tentativo per superare la prova e ottenere così il premio scelto. 
A differenza del programma originale, se un membro della famiglia fallisce la prova, al figlio minore viene dato un premio di consolazione appropriato (ciò è stato incluso a seguito dell'insistenza della Black dopo aver visto un episodio nella versione giapponese del programma, in cui venne irritata dal fatto che i bambini piangessero, perché le biciclette che credevano di aver vinto erano state portate via).

## Messa in onda

### Episodi
| Stagione | Inizio prima TV UK | Fine prima TV UK  | Episodi |
| -------- | ------------------ | ----------------- | ------- |
| 1        | 5 settembre 1998   | 7 novembre 1998   | 10      |
| 2        | 11 settembre 1999  | 13 novembre 1999  | 10      |
| 3        | 2 settembre 2000   | 4 novembre 2000   | 10      |
| 4        | 25 agosto 2001     | 29 settembre 2001 | 6       |

### Speciale
| Data             | Titolo originale  |
| ---------------- | ----------------- |
| 26 dicembre 1998 | Christmas Special |

## Critica
Dati degli ascolti: BARB.

### Stagione 1
| Episodio N° | Prima TV UK       | Spettatori prima TV UK (in milioni) | Recensione settimanale di ITV |
| ----------- | ----------------- | ----------------------------------- | ----------------------------- |
| 1           | 5 settembre 1998  | 6,930                               | 24                            |
| 2           | 12 settembre 1998 | 7,650                               | 25                            |
| 3           | 19 settembre 1998 | 6,470                               | 25                            |
| 4           | 26 settembre 1998 | 7,060                               | 20                            |
| 5           | 3 ottobre 1998    | 9,170                               | 11                            |
| 6           | 10 ottobre 1998   | 8,740                               | 13                            |
| 7           | 17 ottobre 1998   | 8,080                               | 15                            |
| 8           | 24 ottobre 1998   | 8,360                               | 19                            |
| 9           | 31 ottobre 1998   | 8,190                               | 25                            |
| 10          | 7 novembre 1998   | 7,430                               | 26                            |
| Speciale    | 26 dicembre 1998  | 5,730                               | 29                            |

### Stagione 2
| Episodio N° | Prima TV UK       | Spettatori prima TV UK (in milioni) | Recensione settimanale di ITV |
| ----------- | ----------------- | ----------------------------------- | ----------------------------- |
| 1           | 11 settembre 1999 | 7,910                               | 21                            |
| 2           | 18 settembre 1999 | 6,370                               | 27                            |
| 3           | 25 settembre 1999 | 6,770                               | 24                            |
| 4           | 2 ottobre 1999    | 7,260                               | 22                            |
| 5           | 9 ottobre 1999    | 7,370                               | 22                            |
| 6           | 16 ottobre 1999   | 7,740                               | 20                            |
| 7           | 23 ottobre 1999   | 7,600                               | 20                            |
| 8           | 30 ottobre 1999   | 7,310                               | 23                            |
| 9           | 6 novembre 1999   | 8,040                               | 22                            |
| 10          | 13 novembre 1999  | Sotto i 7,800                       | Fuori dalla Top 30            |

### Stagione 3
| Episodio N° | Prima TV UK       | Spettatori prima TV UK (in milioni) | Recensione settimanale di ITV |
| ----------- | ----------------- | ----------------------------------- | ----------------------------- |
| 1           | 2 settembre 2000  | 5,200                               | 25                            |
| 2           | 9 settembre 2000  | 5,780                               | 23                            |
| 3           | 16 settembre 2000 | Sotto i 5,310                       | Fuori dalla Top 30            |
| 4           | 23 settembre 2000 | Sotto i 5,090                       | Fuori dalla Top 30            |
| 5           | 30 settembre 2000 | 5,290                               | 29                            |
| 6           | 7 ottobre 2000    | 5,390                               | 29                            |
| 7           | 14 ottobre 2000   | Sotto i 5,610                       | Fuori dalla Top 30            |
| 8           | 21 ottobre 2000   | Sotto i 5,630                       | Fuori dalla Top 30            |
| 9           | 28 ottobre 2000   | 5,750                               | 28                            |
| 10          | 4 novembre 2000   | Sotto i 6,020                       | Fuori dalla Top 30            |

### Stagione 4
| Episodio N° | Prima TV UK       | Spettatori prima TV UK (in milioni) | Recensione settimanale di ITV |
| ----------- | ----------------- | ----------------------------------- | ----------------------------- |
| 1           | 25 agosto 2001    | Sotto i 4,140                       | Fuori dalla Top 30            |
| 2           | 1 settembre 2001  | Sotto i 3,920                       | Fuori dalla Top 30            |
| 3           | 8 settembre 2001  | Sotto i 4,610                       | Fuori dalla Top 30            |
| 4           | 15 settembre 2001 | Sotto i 4,550                       | Fuori dalla Top 30            |
| 5           | 22 settembre 2001 | Sotto i 4,600                       | Fuori dalla Top 30            |
| 6           | 29 settembre 2001 | Sotto i 4,520                       | Fuori dalla Top 30            |